# Elizabeth De Razzo
Elizabeth De Razzo (* 27. Dezember 1980 in Laredo, Texas; geborene Rodriguez) ist eine US-amerikanische Schauspielerin.

## Karriere
Nach kleineren Rollen in Fernsehserien wie Cold Case – Kein Opfer ist je vergessen, Emergency Room – Die Notaufnahme, Taras Welten und Southland wurde sie für die zweite Staffel der HBO-Serie Eastbound & Down besetzt. Für die dritte Staffel wurde sie von einer Neben- zu einer Hauptdarstellerin befördert.

## Filmografie (Auswahl)
- 2005: Cold Case – Kein Opfer ist je vergessen (Cold Case)
- 2007: Emergency Room – Die Notaufnahme (ER)
- 2009: Taras Welten (United States of Tara)
- 2010: Southland
- 2010–2013: Eastbound & Down
- 2016: The Greasy Strangler
- 2018–2020: Vida